# Evidentia
Evidentia (svenska: tydlighet) är en retorisk figur som innebär att en person med ord beskriver berättelseförlopp eller händelser så utförligt att åhörarna upplever sig kunna se händelsen framför sig. Det är en figur som vädjar till lyssnarnas känslor, pathos. Evidentia hör till kategorin tankefigurer som innebär att man på ett konstfullt sätt utsmyckar sitt idéinnehåll. 

## Bakgrund
Enligt antikens romare var stilfiguren evidentia bland de viktigaste retoriska idealen för att kunna övertala. De menade att om man talar tillräckligt levande, målande och uttrycksfullt, börjar publiken att se händelsen med sina egna ögon, och att det man ser med ögonen måste vara sant. Därav blev evidentia en väl använd stilfigur.
Evidentia kan i vissa perspektiv beskrivas som en av stilens dygder, tillsammans med korrekthet, klarhet, konstfullhet samt principen om decorum.

## Användningsområde
Evidentia kan användas inom flera av retorikens genrer: genus judiciale, genus deliberativum och genus demonstrativum. 
I den judiciella kan det handla om att vädja till åhörarna och domaren genom pathosladdade argument och detaljerade händelser, för att få ett mildare straff. Eller så kan det vara för att få den misstänkta att framstå som ett värre avskum, och därmed få längre straff. 
I den deliberativa genren, som omfattas av de politiska talen, används evidentia flitigt, för att väcka väljarnas känslor, och därmed vinna bifall. Det kan också vara att man vill väcka sympati hos de andra politikerna, för att få ett förslag att gå igenom.
I den demonstrativa delen, även så kallade ceremoniella tal, kan det handla om att exempelvis hylla en nära vän, släkting, förälder, och berätta på ett målande sätt om en gemensamt upplevd händelse ur det förflutna.